# Formula Rossa
Formula Rossa — гидравлические американские горки, расположенные в тематическом парке развлечений Ferrari World в Абу-Даби, ОАЭ. Это самые быстрые в мире американские горки: максимально достижимая скорость составляет 240 км/ч. Вагонетка аттракциона разгоняется до этой скорости примерно за 4,9 секунды с перегрузками, достигающими 4,8 g, при помощи катапультной (гидравлической) системы запуска, которая схожа со стартовой катапультой авианосца. В конструкции аттракциона нет ни одной мёртвой петли. Длина трассы составляет 2074 м, по этому показателю Formula Rossa занимает третье место в мире, уступая аттракционам Steel Dragon 2000 и The Beast, а также закрытому в 2019 году The Ultimate. Формой аттракцион напоминает итальянскую гоночную трассу в Монце. Из-за высокой скорости и возможного риска столкновения с частичками в воздухе или насекомыми все пассажиры обязаны носить защитные очки, схожие с используемыми в парашютизме. Открывшись в 2010 году, эти американские горки побили мировой рекорд скорости для таких аттракционов, ранее принадлежавший Kingda Ka.
Производитель — Intamin

Дизайн — Jack Rouse Associates

Высота — 52 м

Максимальная скорость — 240 км/ч

Длительность поездки — 1:33

Максимальная перегрузка — 4,8 G